# 貝本宣広
貝本 宣広（かいもと のぶひろ、1971年6月7日 - ）は、千葉県館山市出身のカヌー選手、ラフティング選手。元フリースタイルカヤック日本代表（1995年 - 2006年）。2017年世界ラフティング選手権マスターズ男子チーム総合優勝。
JRCAカヌーインストラクターおよび社団法人ラフティング協会の認定マスターガイドでリバーレスキューベーシック実技講師をつとめる。カヤックでの国内初降下の川もあり、海外大会への日本人として初参戦もある。株式会社リバーランプラス所属のパドラー。趣味は登山とスノーボードと釣り。スノーボードはJSBAの1級合格。

## 略歴
20歳でカヤックインストラクターになり、カヌー競技に参加。以降、スラローム競技、フリースタイル競技に出場。94年　NHK杯スラローム大会に出場、95年フリースタイル世界大会出場。97年のフリースタイル世界選手権で9位（最終12位）となる。2000年グレード5の激流で行われるラフティング競技世界大会キャメル・ホワイトウォーターチャレンジ（チリ・フタルフ川）にカヤック種目で参戦し9位となる。2012年社団法人ラフティング協会主催のマスターガイドセレクションで上位6人に選ばれマスターガイドになる。2013年レースラフティングチーム「ラピットマスターズ」に参加し、同年に行われたレースラフティング世界選手権、第一回マスターズカテゴリーで3位になる。2014年同チームでレースラフティング世界選手権・インドネシア大会に参戦し惨敗。2015年　マスターズカテゴリーでの優勝を狙ったR4マスターズを結成、同年11月に行われた世界選手権　UAE大会に参戦　スプリント3位、H2H3位となる。2017年　マスターズカテゴリーで総合優勝。その記録は同年同じ大会の一般男子よりも早くカテゴリー外を含んでも最速での優勝となる。

## 主な成績
- フリースタイルカヤック
  - 1995 - 2006 フリースタイル日本代表
    - 2003年 フリースタイルカヤックサーキット年間　男子K−1 3位 C-1 7位（日本代表権取得）[3]

  - 2001世界選手権 18位（日本男子K-1最高位）
  - 1997世界選手権 18位（日本男子K-1最高位）
  - 95、97、98、99、00、K-1/フリースタイル全日本ランキング1位
  - 98、99、00 フリースタイル日本選手権連覇
  - 2004年 プレ世界選手権 2位
  - 日本サーキット 最多勝利 優勝22回
  - 2015年4月19日平成27年度日本カヌーフリースタイル選手権大会 14位
- ダウンリバーレース
  - 1999キャメルカップ・ダウンリバーレース　9位（世界ランク　9位）[2]
- カヌースラローム
  - 1995NHK杯出場 スラローム 8位
  - 1998国体埼玉代表 スラローム
  - 2013国体高知代表 スラローム
- レースラフティング
  - 2013レースラフト日本代表（左前）
  - 2013.11 レースラフティング世界選手権R6 ニュージーランド大会 総合3位（左前）
  - 2015.10 レースラフティング世界選手権R6 インドネシア大会 総合5位（左前）
  - 2016.11 レースラフティング世界選手権R4 UAE大会 総合5位（左後）
  - 2016.6  レースラフティング プレ世界選手権R6 日本大会 総合優勝（左後）
  - 2017.10  レースラフティング 世界選手権R6 総合優勝（左中）[1]

## 資格
- 社団法人ラフティング協会 マスターガイド
- 社団法人日本レクレーションカヌー協会 インストラクター
- 社団法人ノルデックウォーキング協会 マスターガイド

## 執筆活動
雑誌プレーボーティングJPにて「ホワイトウォーターダイアリー」を10年連載。